# شهرستان البترون

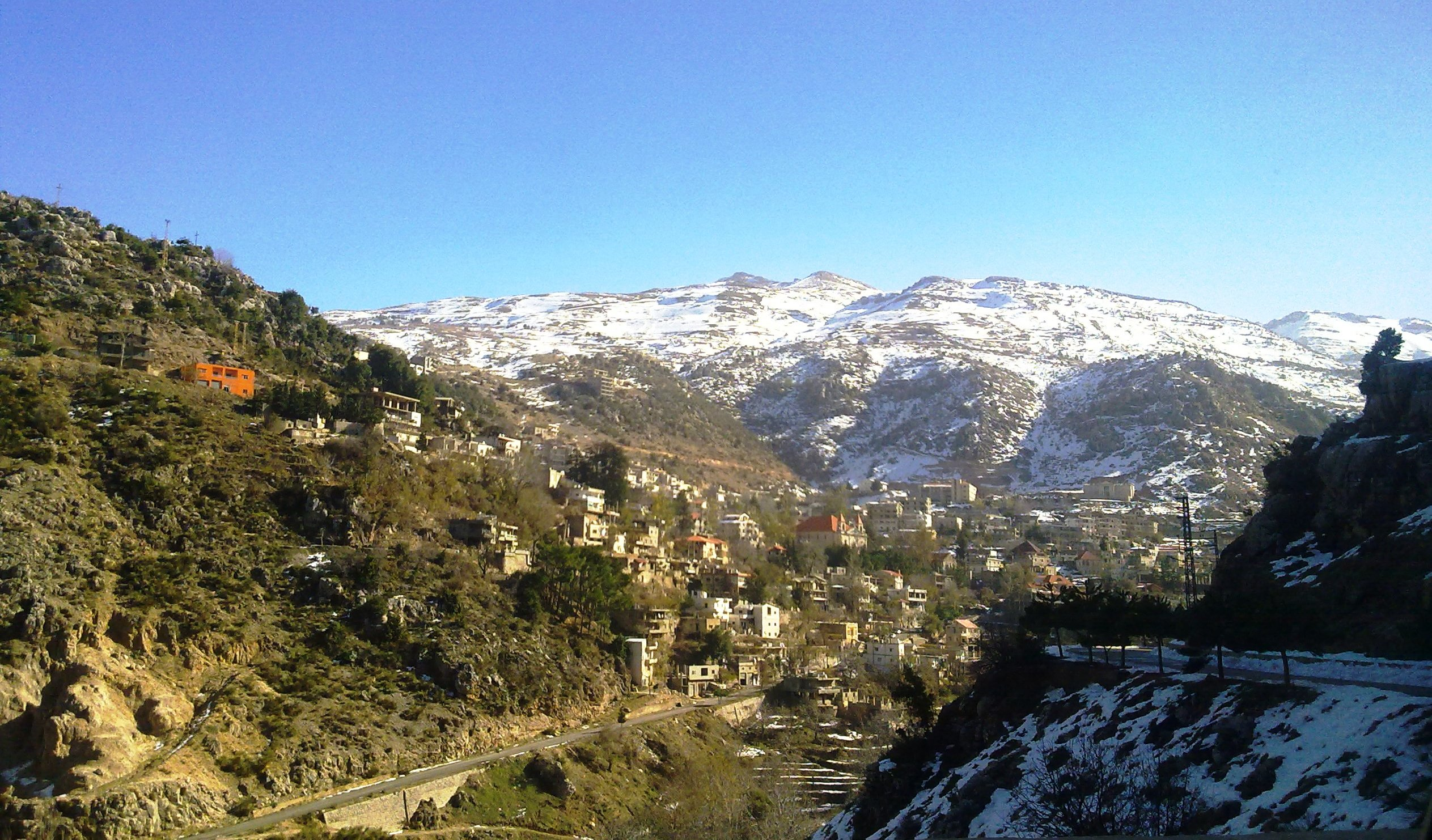
نمایی از شهرستان البترون

شهرستان البترون (به عربی: قضاء البترون) یک سکونتگاه مسکونی در لبنان است که در استان شمالی لبنان واقع شده‌است.

## خصوصیات
شهرستان البترون ۲۸۷ کیلومترمربع مساحت و ۵۰٬۰۰۰ نفر جمعیت دارد.